# Construtor (informática)
Na programação orientada a objeto é usado um termo chamado de herança, que indica que uma determinada classe recebe de outra as funções nesta escritas, inclusive a função construtora-padrão, ou construtor.

## Construtor
O construtor de uma determinada classe é constituído por uma função (método, subprograma) sem um tipo primitivo definido. Este tipo de função não tem uma funcionalidade direta de programação nas atuais linguagens orientadas à objeto, sendo de fato, somente para a inicialização de variáveis com um valor default.
Mas é possível fazer mais estilos de construção que somente a inicialização base de variáveis.
Construtor em C++:
```
class Exemplo{
  public:
    Exemplo(){}            /*Função construtora padrão*/
    Exemplo(){ x= 7; }     /*Função construtora inicializada*/
    Exemplo(int a): x(a){} /*Função construtora com lista de inicialização*/
  private:
    int x;
};
void main()
{
   Exemplo um = new Exemplo();    /*APLICAÇÃO DE CONSTRUTOR NO CÓDIGO DIRETO*/
   Exemplo dois = new Exemplo(10); /*APLICAÇÃO COM INICIALIZAÇÃO DE VARIÁVEL*/
   printf("O conteúdo de x é ", um.x);
   printf("O conteúdo de x agora é:", dois.x);
}
```